# 바냐루카 증권거래소
바냐루카 증권거래소(세르비아어: Бањалучка берза, Banjalučka berza)는 보스니아 헤르체고비나, 스릅스카 공화국에 있는 바냐루카에서 운영되는 증권 거래소다. 바냐루카 증권 거래소는 유로-아시아 증권거래소 연맹의 회원이다.

## 같이 보기
- 사라예보 증권거래소